# Шуя (Тверская область)
Шуя — деревня в Рамешковском районе Тверской области.

## География
Находится в восточной части Тверской области на расстоянии приблизительно 2 км по прямой на восток от районного центра поселка Рамешки.

## История
Известна с 1859 года как карельская владельческая деревня, в которой 25 дворов, в 1887 — 25, в 1936 — 42 хозяйства. В советское время работали колхозы «Дружба», «Заря», им. Хрущева и «Прогресс». В 2001 году в деревне 24 дома постоянных жителей и 18 — собственность наследников и дачников. До 2021 входила в сельское поселение Некрасово Рамешковского района до их упразднения.

## Население
Численность населения: 173 человека (1859 год), 173 (1887), 184 (1936), 47 (1989, в том числе русские 57 %, карелы 42 %), 49 (русские 71 %, карелы 27 %) в 2002 году, 36 в 2010.